# دن آلبارو
دن آلبارو (به اسپانیایی: Don Álvaro) یک شهرستان در اسپانیا است که در استان باداخس واقع شده‌است.